# Kaori Yuki
Kaori Yuki (jap. 由貴 香織里 Yuki Kaori;  ur. 18 grudnia w Tokio) – japońska mangaka. Została profesjonalną mangaczką po wzięciu udziału w jednym z wielu konkursów organizowanych przez Hana to Yume. Zadebiutowała w 1987 w jesiennym wydaniu Bessatsu Hana to Yume opowieścią zatytułowaną Natsufuku no Eri (jap. 夏服のエリー).

## Wybrane publikacje
- Królestwo żwiru (jap. 砂礫王国 Sareki ōkoku) (Hakusensha 1993, ISBN 4-592-12624-6)
- Okrutne baśnie[1] (jap. 残酷な童話たち Zankoku na dōwa-tachi) (Hakusensha 1993, ISBN 4-592-12612-2)
- Angel Sanctuary (jap. 天使禁猟区 Tenshi Kinryōku) (Hakusensha 1994–2000)
- Blood Hound
- Twój obraz (jap. 少年残像 -Boy's Next Door- Shōnen zanzō -Boy's Next Door-) (Hakusensha 1997, ISBN 4-592-12497-9)
- Count Cain
- Fairy Cube
- Kaine
- Kakei no Alice
- Rewolucja według Ludwika (jap. ルードヴィッヒ革命 Rūdovihhi Kakumei) (Hakusensha 2004–2007)
- Neji
- Psycho Knocker
- Zero no Soukoushi
- Camelot Garden (One Shot)

Stworzyła również postacie do mangi i anime Meine Liebe. 

## Artbooki
- The Art of Angel Sanctuary: Angel Cage
- The Art of Angel Sanctuary II: Lost Angel